# Luis Egger
Luis Egger (* 19. April 1921 in St. Walburg im Ultental; † 17. Januar 1982) war beteiligt an den Sprengstoffanschlägen 1961. Am 17. August 1961 wurde er verhaftet und in die Kaserne von St. Pankraz gebracht. Aufgrund der schweren Misshandlungen litt er jahrelang unter Kopfschmerzen; ein bleibender Gehörschaden und Invalidität waren die Folgen der Misshandlungen. Nachdem er 1966 aus der Haft entlassen worden war, widmete er sich dem Ausbau des Schützenwesens und war aktiv im Südtiroler Heimatbund. Am 17. Januar 1982 erlag er einem Schlaganfall.